# 戴望
戴望（1837年—1873年），字子高，浙江德清城區人，清代訓詁學家。

## 生平
四歲喪父，九歲師從烏程程大可，授讀《周易》、《尚書》，十四歲得祖藏顏習齋書，乃廣求顏氏遺書。與孫詒讓是好友，一生致力考據訓詁，治學嚴謹，咸丰四年太平軍攻陷湖州，他“仰天長號，僵撲絕氣”，後曾國藩聘為金陵書局編校。卒於南京，年僅三十七歲，认识他的人大多觉得可惜。
李慈銘《越縵堂日記》同治十一年五月十六日記：“戴望子高湖州府學生，遊丐江湖，夤緣入曾湘鄉 偏裨之幕。嘗冒軍功，詭稱為增廣生，改其故名，求改訓導，又竊軍符，徑下湖州學官，為其出弟子籍，學官以無其人通報，湘鄉大怒，将穷治之，叩头哀乞乃免。”，稱戴望才學雖高但德性不佳。